# Moroi
Um moroi (às vezes chamado moroii na ficção moderna; pl. moroi) é um tipo de vampiro ou fantasma no folclore romeno. Uma moroi feminina é chamada de moroaică (pl. moroaice). Em algumas versões, um moroi é o fantasma de uma pessoa morta que sai do túmulo para sugar energia dos vivos.
Os Moroi são frequentemente associados a outras figuras do folclore romeno, como strigoi (outro tipo de vampiro), vârcolac (lobisomem) ou pricolici (híbrido de vampiro e lobisomem). Tal como acontece com a maioria dos conceitos do folclore, as características exatas atribuídas aos moroi variam de fonte para fonte. Wlislocki relatou a crença de que o filho de uma mulher engravidada por um nosferatu (uma espécie de vampiro-íncubo) seria extremamente feio e coberto de pelos grossos, tornando-se rapidamente um moroi.
Nas histórias modernas, eles também são, às vezes, chamados como descendentes vivos de dois strigoi. Também pode significar uma criança que morreu antes de ser batizada. As origens do termo "moroi" não são claras, mas a Academia Romena acredita que ele possivelmente tenha se originado de uma palavra do Antigo eslavo eclesiástico "mora" (pesadelo). Otila Hedeşan observa que moroi é formado usando o mesmo sufixo aumentativo que strigoi e considera esta derivação paralela como uma indicação de pertencimento ao mesmo "microssistema mitológico". O sufixo "-oi" converte termos femininos para o gênero masculino, além de frequentemente investi-lo com uma mistura complexa de aumento e pejoração.

## Ficção
Os conceitos de "moroi" e "strigoi" foram ficcionalizados na cultura popular, com menos frequência do que os vampiros tradicionais.
- Na série "Academia de Vampiros" de Richelle Mead, os Moroi são conhecidos como vampiros mortais com expectativa de vida e morte semelhantes ao de uma pessoa comum. Eles tendem a ter poderes mágicos, evitar muita luz solar e beber sangue de humanos e híbridos humanos. Nessa série, os Strigo é que são vampiros malignos que desejam infectar outras pessoas com sua raiva e sede de sangue.
- No romance A Matter of Taste de Fred Saberhagen, o vampiro cigano, Constantia, usa Moroi como uma palavra genérica para vampiro e se refere a Drácula como um Moroi. Esta série não diferencia Strigoi e Moroi.
- Os termos "moroi" e "strigoi" também são usados na série de quadrinhos "Vampironica" do Archie Horror, com algumas redefinições. Moroi é o termo para vampiros mortos-vivos, que ressuscitam da sepultura após terem seu sangue drenado por outro vampiro; Strigoi são definidos como vampiros "vivos", humanos que foram infectados pelo vampirismo enquanto ainda estavam vivos.[5]
- O termo "moroi" também é usado na série do YouTube "Impulse" para descrever aqueles com poderes de teletransporte, embora isso se aplique apenas a dois personagens, originários da Romênia.[6]
- No videogame Resident Evil Village, os moroaice são inimigos comuns no Castelo Dimitrescu, um dos principais locais do jogo.[7]
- No videogame Phasmophobia, o moroi é um dos tipos de fantasma que você pode encontrar durante uma investigação. O jogo define o moroi como: “Os Moroi ressuscitaram do túmulo para drenar a energia dos vivos. Eles são conhecidos por lançarem maldições sobre suas vítimas, curáveis apenas por antídotos ou por se mudarem para muito longe.”[8]